# Joseph Ashbrook
Joseph Ashbrook (4 de abril de 1918 - 4 de agosto de 1980) fue un astrónomo estadounidense, especializado en el estudio de las estrellas variables.

## Semblanza
Ashbrook nació en Filadelfia, Pensilvania. Fue de las primeras personas en estudiar las estrellas variables cefeidas, como herramientas para establecer distancias galácticas. Fue miembro durante mucho tiempo de la Asociación Americana de Observadores de Estrellas Variables (AAVSO, por su sigla en inglés).
Estudió archivos antiguos de observaciones, para determinar con precisión el valor del periodo de rotación de Marte, cosa que hizo dentro de un margen de centésimas de segundo.
Fue editor de la revista Sky and Telescope (Cielo y Telescopio), en la que escribía la columna Astronomical Scrapbook (Álbum de recortes astronómico).
Codescubrió el cometa periódico 47P/Ashbrook-Jackson.

## Eponimia
- El cráter lunar Ashbrook lleva este nombre en su memoria.[1]
- El asteroide (2157) Ashbrook también conmemora su nombre.[2]